# 1515 в Україні

## Особи

### Народились
- Яків Підвисоцький (1515—1577) — королівський дворянин, перекладач (з турецької), ротмістр.

### Померли
- Менґлі I Ґерай (1445—1515) — кримськотатарський державний, політичний і військовий діяч. Кримський хан (1466, 1469—1475, 1478—1515).

## Засновані, зведені
- Баня Котівська
- Великополе
- Верени
- Голосковичі
- Гузіїв
- Лисовичі
- Лютовиська
- Максимівка (Кременчуцький район)
- Містки (Пустомитівський район)
- Попівці (Бродівський район)
- Раків
- Старий Мізунь
- Яблуновиця
- Якторів